# Gaston Salvayre
Gaston Salvayre (Tolosa de Llenguadoc, 24 de juny de 1847 - Ramonvila e Sent Anhan, Alta Garona) fou un compositor francès del Romanticisme.
Va fer els primers estudis en la capella de la catedral de la seva vila natal i després els continuà en el Conservatori de París, on va tenir per mestres a Thomas, Marmontel, Bazin i Benoist. El 1872 va obtenir el gran Premi de Roma (Prix de Rome) per la seva cantata Calypso, i durant la seva estada a Itàlia va compondre, entre altres obres, un Stabat Mater. El 1877 fou nomenat mestre de cors de l'Òpera Còmica, i per espai de molts anys tingué al seu càrrec la crítica musical del Gil Blas.
Va compondre les òperes:
- Le bravo (1877);
- Egmont (1886);
- La dame de Monsoreau (1887);
- Richard III; Solange (1909);
- Myrto comèdia lírica;
- Salah-Ed-Din i Le Fandango, pantomima.

A més se li deuen: Super flumina Babylonis é In exitu Israel, slams per a cor, solos i orquestra; La valleée de Josaphat, simfonia bíblica; Suite espagnole, per a orquestra; música dic camera i un gran nombre de peces per a piano i melodies vocals.